# Metaxanthiella cosmopis
Metaxanthiella cosmopis är en fjärilsart som beskrevs av Oswald Beltram Lower 1897. Metaxanthiella cosmopis ingår i släktet Metaxanthiella och familjen nattflyn. Inga underarter finns listade i Catalogue of Life.